# Ridgefield (Connecticut)
Ridgefield é uma vila localizada no estado americano de Connecticut, no Condado de Fairfield.

## Demografia
Segundo o censo americano de 2000, a sua população era de 7212 habitantes.

## Geografia
De acordo com o United States Census Bureau, tem uma área de 16,6 km², dos quais 16,6 km² cobertos por terra e 0,0 km² cobertos por água.

## Localidades na vizinhança
O diagrama seguinte representa as localidades num raio de 16 km ao redor de Ridgefield.